# Jiří Karásek ze Lvovic

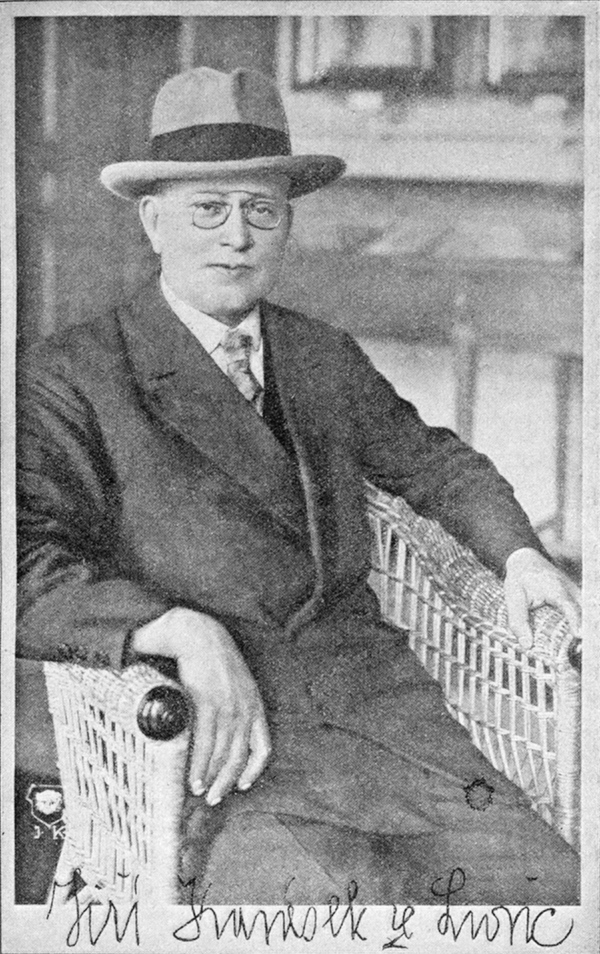
Jiří Karásek ze Lvovic, omkring 1930.

Jiří Karásek ze Lvovic, född 24 januari 1871, död 5 mars 1951, var en tjeckisk författare.
Karásek ze Lvovic representerade i anslutning till Charles Baudelaire, Oscar Wilde och Stanisław Przybyszewski dekadenternas riktning inom tjeckisk litteratur. Karáseks lyrik utmärker sig genom formellt högt uppdriven teknik. Bland hans diktsamlingar märks Sexus necans (1897), Samtal med döden (1904) med flera.  Karásek har även författat romaner och dramerna Apollonios från Tyana (1905), Cesare Borgia (1908) med flera. Sin kanske största betydelse fick han dock som essayist. I Impressionister och ironiker (1903) har han fint analyserat sekelskiftets moderna diktkonst.